# Аргументы и факты
Аргументи і факти (АиФ) — радянський інформаційний бюлетень, а потім радянська і російська газета.
Видається з 1978 року, з 1991 року — як газета. Найбільша щотижнева суспільно-політична газета Росії; тираж на 2023 рік — понад 1,5 млн примірників.
Газета є одним із найпопулярніших російських видань за кордоном, і 1990 року увійшла до книги рекордів Гіннесса за найбільший наклад в історії людства — 33 441 100 примірників із числом читачів понад 100 млн.

## Історія
Газета виходить із січня 1978 року. Спочатку являла собою бюлетень для лекторів, пропагандистів, політінформаторів та агітаторів, який публікував інформацію, статистичні дані, аналіз подій та цифри, які в офіційній пресі знайти було важко. Редакція входила до структури видавництва «Знання» Всесоюзного товариства «Знання».
У 1978-1979 виходила один раз на місяць, з 1980 по березень 1982 — двічі на місяць. З 1982 року видається щотижня, виходить щосереди{. Зовнішній вигляд і формат сторінок видання в ці роки двічі радикально змінювався. Близький до сучасного газетного вигляд має з лютого 1983 року.
29 квітня 1989 року газета «АиФ» в одній зі своїх статей — «А як у них?» — уперше познайомила радянських читачів із принципами роботи кабельного телебачення, яке тільки-тільки починало свої перші кроки роботи в нашій країні.
У травні 1990 року внесено до Книги рекордів Гіннеса як газета з найбільшим наклад ом в історії людства — 33,5 млн примірників, причому кількість читачів перевищила 100 млн. Сьогодні вона залишається лідируючим за обсягом тиражу в Росії суспільно-політичним тижневиком.
У 1997 році запущено сайт www.aif.ru.
У 2005 році стало відомо про те, що КК «Промсвязькапітал» викупила близько 27 % акцій ЗАТ «Видавничий дім „Аргументы и факты“» у колишніх менеджерів газети. З медіаактивів «Промсвязькапітал» керував 56 % акцій видавничого дому «Аргументы и факты» («АиФ»), контрольними пакетами мереж розповсюдження друкованої продукції «Метропресс» в Санкт-Петербург, «Мособлпечать» та «АиФ».
У 2013 році сайт увійшов до топ-10 найпопулярніших ресурсів у категорії «Новини та ЗМІ».
У листопаді 2013 року ВД «Аргументы и факты» запустив оновлену версію свого флагманського сайту AIF.ru і 36 регіональних сателітів. АиФ також випустив мобільні додатки для iPhone, iPad і Android.
У 2014 році «Аргументы и факты» були куплені компанією «Московські інформаційні технології» (МІТ), контрольний пакет акцій якої належить мерії Москви.. Москва ничего не платила прежним владельцам: газета куплена за долги. Газета была продана без типографии. Газета принадлежала медиахолдингу «Медиа 3».
З 25 січня 2017 року головним редактором газети став колишній заступник головного редактора «Российской газеты» Ігор Черняк, який ставив за мету розвиток сильних сторін видання та інтернет-сайту Головним редактором тижневика «Аргументы и факты» призначено Ігоря Черняка]]. Його попередник Микола Зятьков пішов з посади 30 грудня 2016 року за згодою сторін.
З 8 лютого 2022 року редакцію видавничого дому «Аргументы и факты» очолив Михайло Чканіков, який останні два роки працював першим заступником головного редактора ФДБУ "Редакция «Российской газеты».

## Статистика
Тираж 2 964 000 прим. (2003). На лютий 2014 року сумарний тираж «Аргументів і фактів» склав 2,1 млн прим. На початок листопада 2022 року тираж тижневика 1,24 млн прим. На початок листопада 2022 року тираж тижневика 1,24 млн прим..
За даними дослідницької компанії Mediascope, читацька аудиторія одного номера «АиФ» становить понад 4,5 мільйона осіб (дані AIR травень — жовтень 2019 р. Росія, міста 100 000+, читачі 16+).
«Аргументы и факты» є одним із найпопулярніших російських видань за кордоном. Газета поширюється за передплатою і в роздріб більш ніж у 60 країнах світу, зокрема в країнах СНД, Балтії, у Західній Європі, США, Канаді, Австралії, Ізраїлі. «АиФ» володіє і найбільшою мережею регіональних редакцій, 64 в Росії (партнерські та дочірні підприємства) і 17 за кордоном.
Сертифікований тираж «АиФ» становить 1 562 951 екз.(II квартал 2019 року). У регіональних додатків «АиФ» (вони виходять як вкладиші у федеральний випуск) тиражі набагато нижчі. Так, тираж виданого в січні 2020 року № 4 (1363) регіонального випуску «Аргументы и факты — Урал» склав 40 444 екз., тоді як тираж № 4 (2045) «Аргументів і фактів» (у який було вкладено цей регіональний додаток) — 1 257 636 екз..
Середня відвідуваність сайту AiF.ru у 2019 році становить близько 28 млн унікальних користувачів, за даними LiveInternet.

## Тематичні проекти

### На даний час
Сьогодні Видавничий дім «АиФ» видає низку проєктів. Серед них газети «АиФ. Здоров'я» та «АиФ. На дачі».
Журнальні проекти Видавничого дому — «АиФ. Про здоров'я», «АиФ. Про кухню»

## Головні редактори
- Владислав Старков (1980—2001)
- Микола Зятьков (2001—2016)[20]
- Ігор Черняк (2017—2022)
- Михайло Чканіков (з 08.02.2022 року)

3 вересня 2019 року в «АиФ» було опубліковано статтю народного артиста СРСР Василія Ланового зі списком кандидатів у Московську міську думу, яких Лановий закликає підтримати на противагу списку Олексія Навального.